# دولت متکی
دولت متکی دولتی است که از دید اقتصادی، سیاسی یا نظامی زیردست است و به یک دولت قوی‌تر وابسته است (که وضعیت آن را کنترل کند)؛ دولت‌های متکی چندین گونه دارند مانند دولت اقماری، دولت دست‌نشانده، استعمار نو، تحت‌الحمایه و ...

## پیشینه

### ایران، یونان و روم
دولت‌های باستان که قوی بودند مانند ایران و یونان باستان چنین سیاستی داشتند برای نمونه آتن باستان دولت‌های ضعیف تر وادار کرد به اتحادیه دلوس بپیوندند و تا حدی نوع دموکراسی خود را به آنها تزریق کرد. بعدها فیلیپ مقدونی هم کاری همانند این انجام داد. جمهوری روم نیز هر کشوری را که شکست می‌داد آنها را به دولت متکی خودش تبدیل می‌کرد آنها این سیاست را تا ۱۰۰ سال پیش از میلاد ادامه دادند تا اینکه در نهایت امپراتوری روم تشکیل شد. گاهی دولت متکی یک دشمن نبود بلکه یک مدعی تاج و تخت بود که روم به آنها کمک می‌کرد به قدرت برسند برای نمونه هیرود بزرگ را می‌توان نام برد. فرایند دولت متکی تا قرون وسطی ادامه داشت تا اینکه حکومت ارباب‌رعیتی آغاز شد.

## سدهٔ ۲۱ میلادی

### استرالیا
به باور برخی نائورو یک دولت متکی به استرالیا است چون از نظر اقتصادی به شدت به استرالیا وابسته است و از پول رایج استرالیا استفاده می‌کند.

### چین
از فروپاشی اتحاد جماهیر شوروی سوسیالیستی در ۱۹۹۱، کره شمالی به عنوان دولت متکی چین به‌شمار می‌رود.

### آمریکا
به باور والتر لادویگ، عراق، افغانستان و پاکستان دولت‌های متکی آمریکا هستند.